# Port Louis
Port Louis és la capital i major ciutat de Maurici. Ubicada al districte homònim, la ciutat és el principal port de l'illa. Tenia una població de 147.688 habitants el 2003.

## Història
Port Louis va ser fundat l'any 1735 per colons francesos, encara que actualment és una ciutat habitada per descendents d'immigrants indis, xinesos, africans i europeus.
Els holandesos van prendre possessió de la Maurici a 1638. Durant els primers anys de la seva arribada, van ocupar dos punts de l'illa, la badia del Gran Port coneguda en aquella època com Warwyck Haven i Port Louis, que va ser anomenat Noord-Wester Haven (Port Nord-oest en neerlandès). El lloc va canviar de nom en diverses ocasions, depenent de qui ocupés l'illa.
Al principi de la colonització francesa, el lloc va ser anomenat Port Louis. L'origen del nom no és clar. Alguns investigadors afirmen que es va nomenar així en honor del rei Lluís XV (Louis XV). Altres suposen que el lloc va ser nomenat en record de Port Louis a Bretanya. El 1729, Nicolás Maupin es converteix en el primer administrador a part sencera de l'illa. Sota la seva administració, Port Louis es va convertir en capital administrativa i principal port, en detriment de Port Bourbon (Gran Port). La Companyia Francesa de les Índies Orientals envia el 1732 a l'enginyer Cossigny per ajudar en la construcció de fortificacions i del port de la ciutat.
Els grans treballs de construcció van ser portats a terme sota el comandament de Bertrand François Mahé de La Bourdonnais. Aquest va arribar a l'illa el 1735 i en menys de deu anys, Port Louis va ser dotat de construccions de defensa, així com hospitals, graners, etc. La capital va prendre forma gràcies al treball dels esclaus africans i uns quants artesans arribats des de la ciutat índia de Madràs.
Del 1767 al 1790, l'illa de França passa sobre la tutela real. Als darrers anys de l'administració de la companyia de les Índies Orientals van estar marcats per la falta d'atenció de les autoritats i de la corona.
Del 1772 al 1781, el port va ser engrandit, cosa que va permetre convertir-se a Port Louis en una base estratègica per a les operacions franceses a l'Índia i durant la guerra d'independència dels Estats Units de l'Amèrica del Nord. El 1804, la ciutat va prendre el nom de Port Napoleó, en honor de l'emperador recent coronat.

## Economia
La major part de les entrades de la ciutat provenen de l'activitat portuària, que gestiona la major part del comerç mauricià. El port s'ha transformat en un port dinàmic, el 2005 uns 300.000 moviments de transbord foren calculats per les autoritats portuàries.
L'economia de la ciutat està dominada principalment pel seu centre financer, instal·lacions portuàries, turisme i el sector manufacturer que inclou tèxtils, productes químics, plàstics i productes farmacèutics. Port Louis acull la instal·lació portuària més gran de la regió de l'oceà Índic i un dels principals centres financers d'Àfrica.
El turisme és una altra de les activitats que més ingressos deixa a la ciutat, el nombre de turistes ha augmentat considerablement en els darrers anys, cosa que ha permès una diversificació de la indústria local.

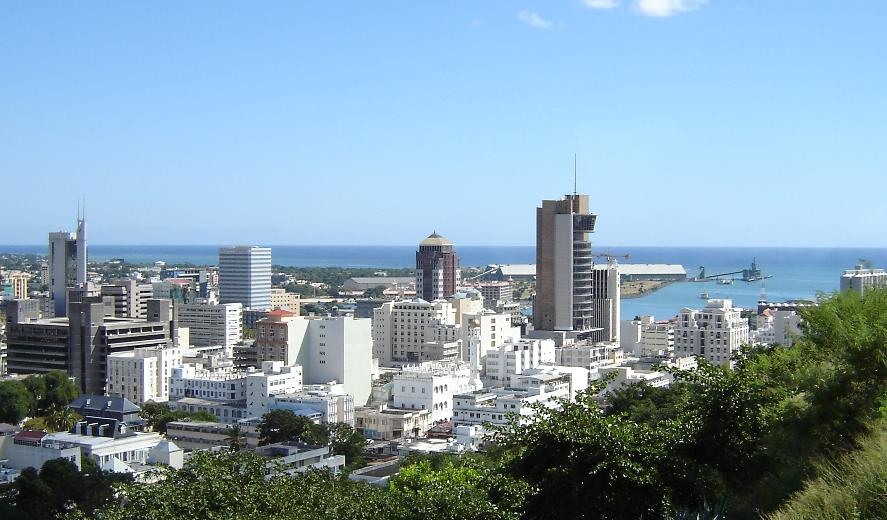
Skyline de Port Louis

### Indústria financera

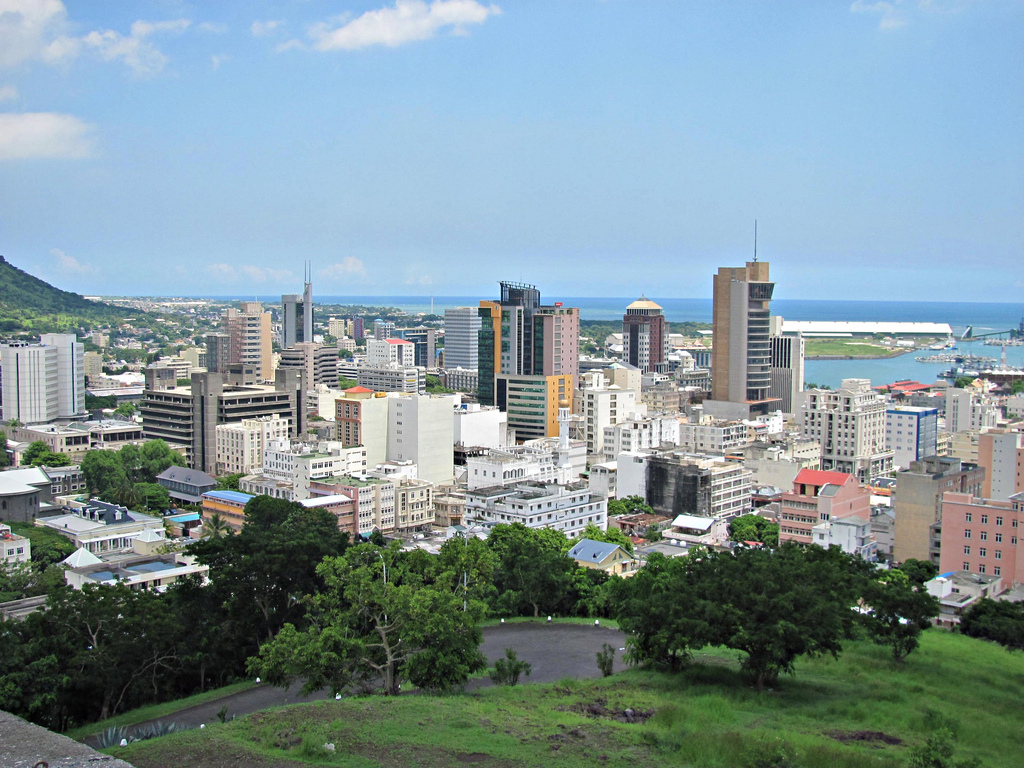
L'horitzó de Port Louis, dominat per la torre del Bank of Mauritius

Port Louis és el centre financer de Maurici, que s'ha establert com un lloc segur i de confiança per fer negocis a causa de la seva forta democràcia, estabilitat política i població multilingüe. Situat a Port Louis es troba la Borsa de Valors de Maurici. També a Port Louis hi ha més de deu bancs comercials que serveixen tant a clients nacionals com offshore, companyies d'assegurances, fons de pensions, fons d'inversió, companyies d'arrendament i comerciants de divises. El banc més antic amb seu a Port Louis és el Mauritius Commercial Bank, que es va fundar el 1838. El Banc de Maurici és el banc central del país. Mesura 124 m des del nivell del sòl fins al seu cim, la Torre del Banc de Maurici és l'edifici més alt del país.

## Transport
Port Louis té dues estacions d'autobusos principals. L'estació de Victòria és utilitzada pels autobusos que van i des de les zones de l'est i el sud i el districte de Plaines Wilhems. La plaça de l'immigració, també coneguda com a Gare du Nord, és una terminal d'autobusos procedents dels districtes del nord de Pamplemousses i Rivière du Rempart. Diversos autobusos interurbans transporten passatgers cap a i des dels suburbis propers, com ara Plaine Verte, Vallée-des-Prêtres, Pailles, Plaine Lauzun i Cite Vallijee. La majoria dels carrers de Port Louis estan distribuïts en quadrícules rectangulars i molts són de sentit únic. Tot i que la majoria de carreteres estan en bon estat, molts carrers són força estrets, com s'esperaria d'una ciutat colonial històrica. A causa de l'afluència diària de treballadors a les oficines empresarials i governamentals de Port Louis, el trànsit diürn pot ser força intens i trobar places d'aparcament és un repte. Per fer front a l'augment de la congestió del trànsit, el govern ha proposat un sistema de trànsit en tren lleuger. Altres suggeriments han inclòs traslladar uns quants dels 24 ministeris governamentals que es troben actualment a Port Louis a les regions circumdants o introduir horaris de treball flexibles. Un esforç per traslladar els treballadors del centre de la ciutat ja ha començat amb la construcció del complex de torres d'oficines d'Ebène al sud de Port Louis. També s'espera que una carretera de circumval·lació que passi pel costat est de Port Louis redueixi la congestió. La fase 1 d'aquest projecte es va completar l'any 2013, però el febrer de 2014 es va haver de tancar la carretera a causa de l'aparició d'una fissura important, aparentment per un disseny defectuós. Un altre projecte iniciat per reduir la congestió és la construcció d'un pont (comunament conegut com el pont dels somnis) des de Les Salines a Roche-Bois, que travessarà el port de Port Louis.

### Sistema de transport de tren lleuger
El 2012, el govern va decidir construir un sistema ferroviari d'aproximadament 25 km entre Curepipe i Port Louis, que s'havia considerat durant gairebé tres dècades. El projecte es va iniciar mitjançant un acord de govern a govern amb la Singapore Cooperation Enterprise (SCE), juntament amb socis privats Singapore Mass Rapid Transit (SMRT) Corporation i la firma d'enginyeria sud-africana/australiana Aurecon Ltd. L'objectiu era desenvolupar un pla preliminar del sistema, i després sol·licitar manifestacions d'interès per a un esquema de disseny-construcció-operació-finançament, amb un període de concessió de 33 anys.

La construcció del sistema de transport de trànsit per tren lleuger va començar a la tardor del 2017, i el govern de Maurici va adjudicar el contracte a l'empresa de disseny i construcció amb seu a Bombai Larsen & Toubro. La primera etapa de Mauritius Metro Express, des de Port Louis fins a Rose Hill Central, es va inaugurar el gener de 2020, la segona etapa, una extensió a Curepipe, l'octubre de 2022.

### Port

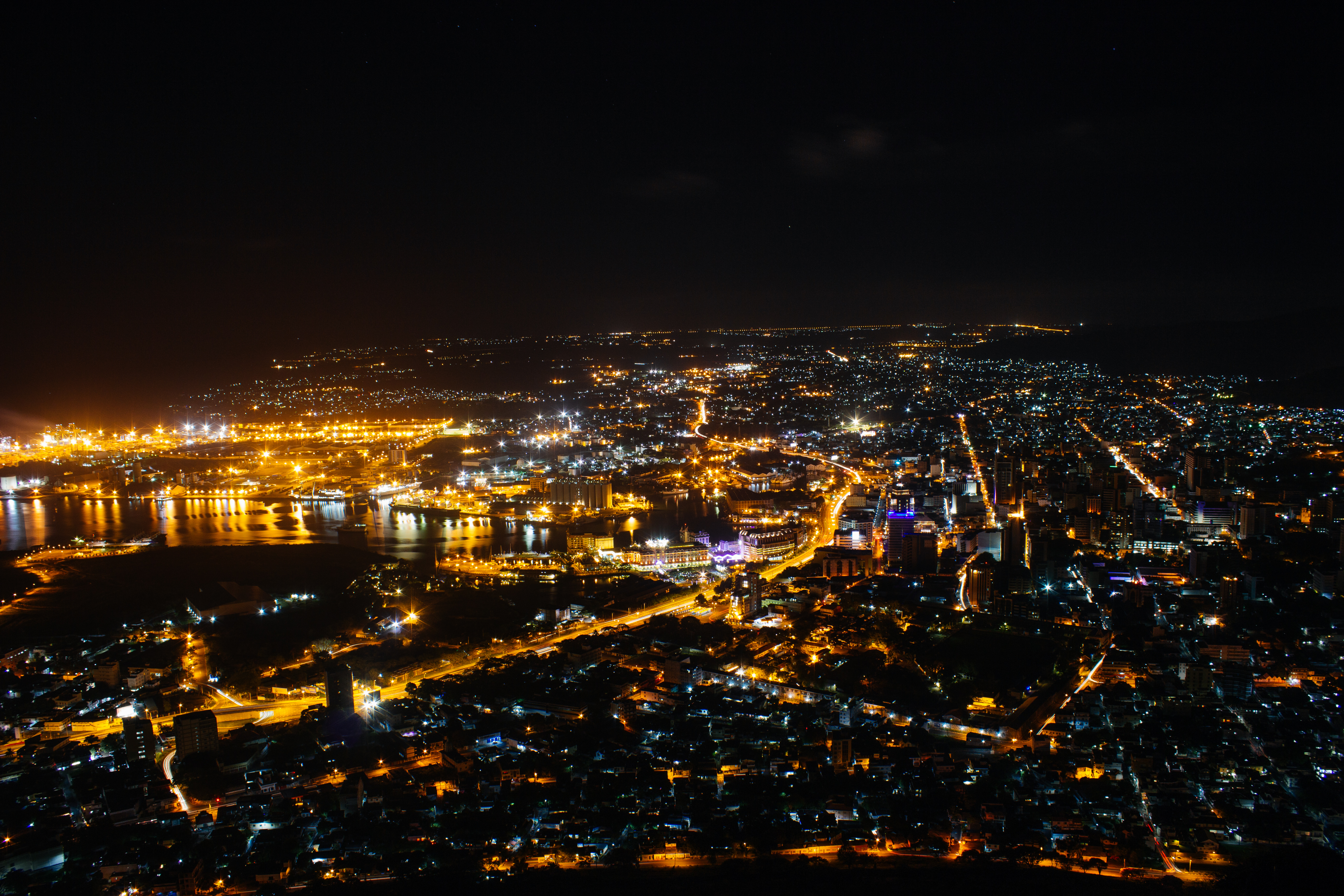
Vista aèria de la ciutat de nit, amb el port

Port Louis és la llar del port principal del país, que és l'únic port oficial d'entrada i sortida de vaixells marítims a Maurici. Els vaixells s'han de netejar al port abans de fer qualsevol altre fondeig.
L’Autoritat portuària de Maurici (MPA), establerta per llei el 1998, és l'autoritat portuària responsable de Port Louis. L'AMP proporciona infraestructura portuària, subscriu contractes amb proveïdors privats de serveis portuaris i de manipulació de càrrega, promou l'ús i el desenvolupament dels ports i autoritza i regula els serveis portuaris i marítims. El port contigua amb la ciutat principal, amb el port actualment format per tres terminals. La terminal I conté un total de 1.180 metres de moll, amb sis posicions d'atracada per a càrrega, passatgers i vaixells de pesca. La terminal II conté 986 metres de molls amb sis posicions d'atracada i inclou instal·lacions especialitzades per a la manipulació i emmagatzematge de sucre, peix, sèu i sosa càustica. En particular, la Bulk Sugar Terminal (operada per la Mauritius Sugar Terminal Corporation) pot gestionar vaixells de fins a 11 metres de calat, pot carregar sucre a una velocitat de 1450 tones per hora i pot emmagatzemar 175.000 tones de càrrega. També hi ha present a la Terminal II un moll de creuers de 124 metres, amb una profunditat de dragatge de 10,8 metres. La Terminal III disposa de dos molls de 280 metres amb una profunditat de 14 metres, i està especialitzada en la manipulació de vaixells portacontenidors, disposant de tres grues pòrtic superpost- Panamax i cinc post-Panamax. També hi ha instal·lacions d'emmagatzematge per a etanol a granel i punts de connexió per a contenidors refrigerats. Els vaixells massa grans per atracar als molls poden fondejar a l'ancoratge exterior, que encara es troba dins dels límits oficials del port. El nombre de vaixells que van visitar el port va superar els 2.200 l'any 2010. El 2019, la capacitat dels contenidors de càrrega va ser d'1 milió de TEU (TEUS). En conjunt, el port aporta un 2% al PIB del país.
La terminal de creuers, inaugurada el 2010 i que porta el nom de Christian Decotter (antic president del Consell Assessor de Turisme de Maurici), il·lustra el paper creixent del turisme en l'economia de Maurici. A la instal·lació s'hi poden allotjar creuers de fins a 300 metres, que inclou dos ponts d'accés per a passatgers i vehicles. La instal·lació va ser la primera de l'oceà Índic capaç d'acollir els vaixells de creuer més grans del món. El 2012, les arribades de passatgers per mar van incloure 11.510 turistes i 6.450 excursionistes que van arribar a bord de 23 creuers.
Les instal·lacions d'atracada estan disponibles a Caudan Waterfront. Hi ha 20 places amb connexió elèctrica i d'aigua, dutxes i lavabos, bugaderia i aparcament de vehicles. També hi ha instal·lacions de reparació de dic sec i casc i veles. Les profunditats dels amarradors oscil·len entre els 2 i els 4 metres, segons la marea, i es poden allotjar vaixells de fins a 30 metres.
També es troba al port la instal·lació de la Guàrdia Costanera Nacional, al moll A de la terminal I.

### Aeroport
Port Louis és servit per l'aeroport internacional Sir Seewoosagur Ramgoolam, el centre d’Air Mauritius, que també és servit, entre d'altres, per Air France, Emirates, Saudia i Turkish Airlines.

## Cultura

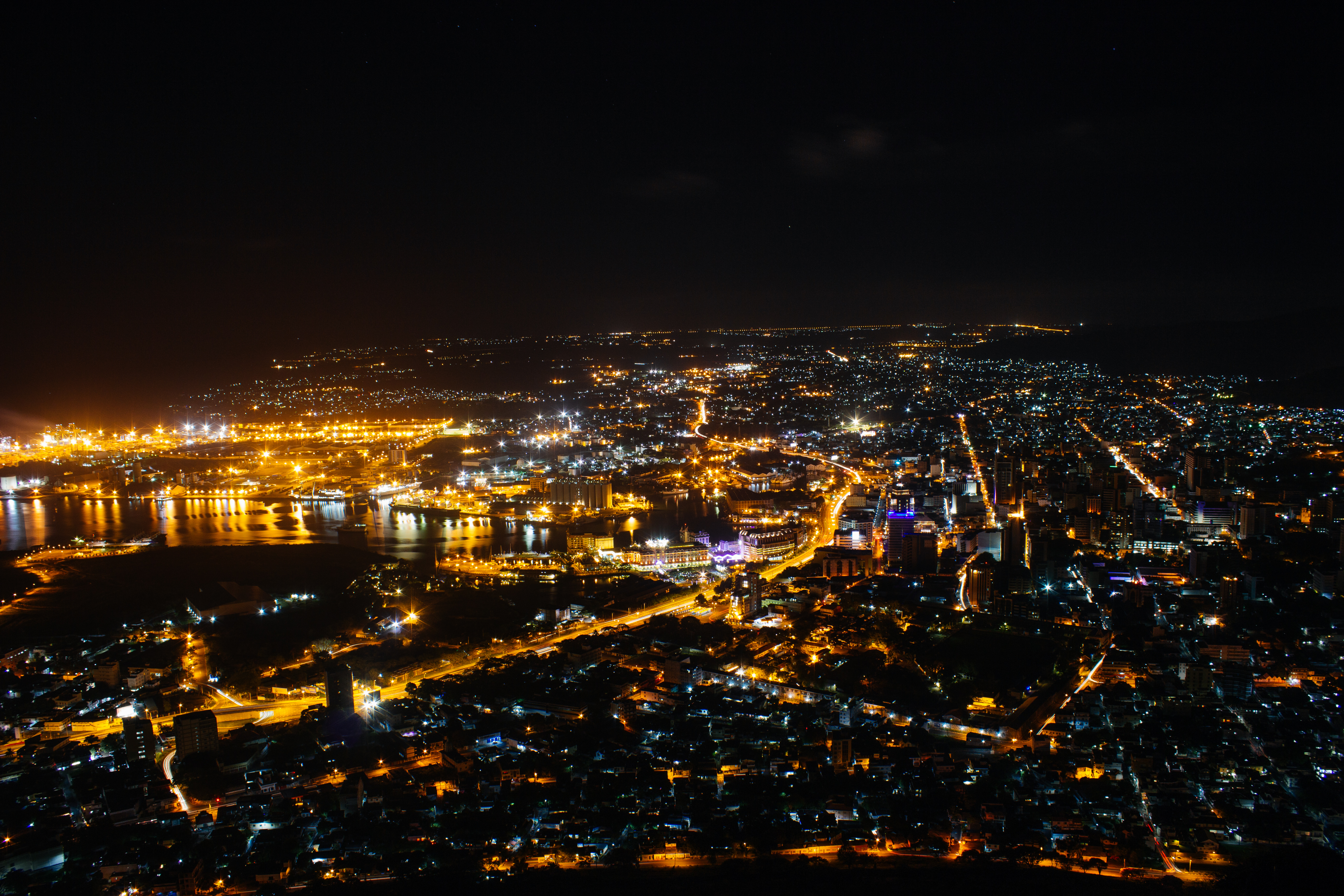
Vista aèria de la ciutat de nit, amb el port

Port Louis és la llar del port principal del país, que és l'únic port oficial d'entrada i sortida de vaixells marítims a Maurici. Els vaixells s'han de netejar al port abans de fer qualsevol altre fondeig.
L’Autoritat portuària de Maurici (MPA), establerta per llei el 1998, és l'autoritat portuària responsable de Port Louis. L'AMP proporciona infraestructura portuària, subscriu contractes amb proveïdors privats de serveis portuaris i de manipulació de càrrega, promou l'ús i el desenvolupament dels ports i autoritza i regula els serveis portuaris i marítims. El port contigua amb la ciutat principal, amb el port actualment format per tres terminals. La terminal I conté un total de 1.180 metres de moll, amb sis posicions d'atracada per a càrrega, passatgers i vaixells de pesca. La terminal II conté 986 metres de molls amb sis posicions d'atracada i inclou instal·lacions especialitzades per a la manipulació i emmagatzematge de sucre, peix, sèu i sosa càustica. En particular, la Bulk Sugar Terminal (operada per la Mauritius Sugar Terminal Corporation) pot gestionar vaixells de fins a 11 metres de calat, pot carregar sucre a una velocitat de 1450 tones per hora i pot emmagatzemar 175.000 tones de càrrega. També hi ha present a la Terminal II un moll de creuers de 124 metres, amb una profunditat de dragatge de 10,8 metres. La Terminal III disposa de dos molls de 280 metres amb una profunditat de 14 metres, i està especialitzada en la manipulació de vaixells portacontenidors, disposant de tres grues pòrtic superpost- Panamax i cinc post-Panamax. També hi ha instal·lacions d'emmagatzematge per a etanol a granel i punts de connexió per a contenidors refrigerats. Els vaixells massa grans per atracar als molls poden fondejar a l'ancoratge exterior, que encara es troba dins dels límits oficials del port. El nombre de vaixells que van visitar el port va superar els 2.200 l'any 2010. El 2019, la capacitat dels contenidors de càrrega va ser d'1 milió de TEU (TEUS). En conjunt, el port aporta un 2% al PIB del país.
La terminal de creuers, inaugurada el 2010 i que porta el nom de Christian Decotter (antic president del Consell Assessor de Turisme de Maurici), il·lustra el paper creixent del turisme en l'economia de Maurici. A la instal·lació s'hi poden allotjar creuers de fins a 300 metres, que inclou dos ponts d'accés per a passatgers i vehicles. La instal·lació va ser la primera de l'oceà Índic capaç d'acollir els vaixells de creuer més grans del món. El 2012, les arribades de passatgers per mar van incloure 11.510 turistes i 6.450 excursionistes que van arribar a bord de 23 creuers.
Les instal·lacions d'atracada estan disponibles a Caudan Waterfront. Hi ha 20 places amb connexió elèctrica i d'aigua, dutxes i lavabos, bugaderia i aparcament de vehicles. També hi ha instal·lacions de reparació de dic sec i casc i veles. Les profunditats dels amarradors oscil·len entre els 2 i els 4 metres, segons la marea, i es poden allotjar vaixells de fins a 30 metres.
També es troba al port la instal·lació de la Guàrdia Costanera Nacional, al moll A de la terminal I.

### Museus

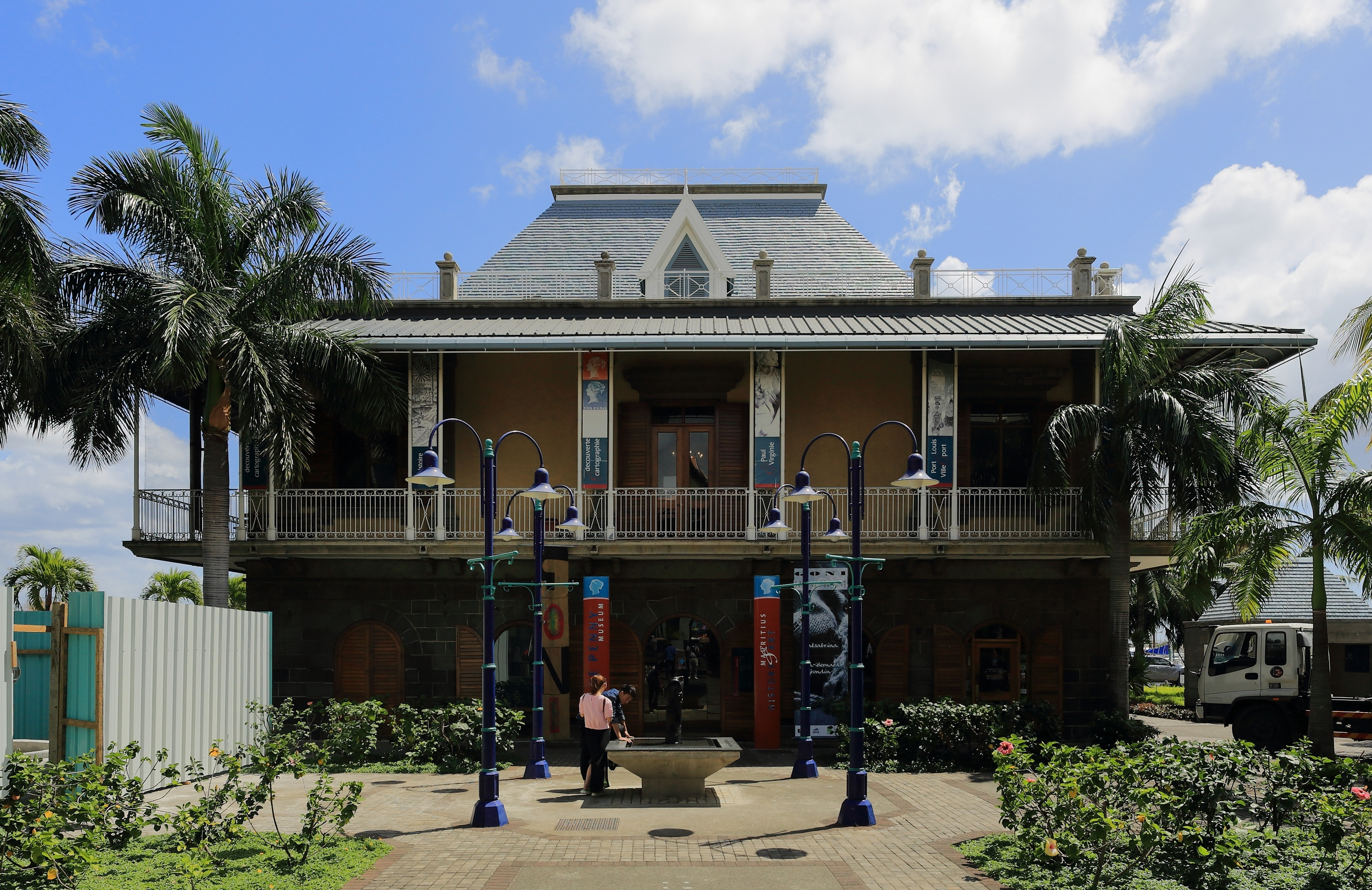
Museu Blue Penny

El Blue Penny Museum es troba al passeig marítim de Caudan i està dedicat a la història i l'art de l'illa. La seva col·lecció inclou mapes marins antics, pintures, escultures, gravats i segells, incloent exemples dels famosos segells d'un cèntim de color vermell taronja i de dos cèntims de color blau intens. El Museu d'Història Natural de Port Louis acull exposicions de la impressionant fauna de Maurici, amb una galeria dedicada als ocells i animals terrestres, una segona centrada en espècies marines i una tercera centrada en el dodo, el famós ocell mauricià que es va extingir durant el Ocupació holandesa. El Museu Postal de Maurici es troba en un antic edifici de pedra que data del segle XVIII i acull exposicions de segells i parafernàlia postal de Maurici i d'arreu del món. El Museu de Fotografia de Maurici, situat en un petit edifici colonial francès enblancat del segle XVIII, és un museu privat que mostra artefactes i documents sobre la fotografia mauriciana i els primers dies de la cinematografia. L'Aapravasi Ghat són les restes del dipòsit d'immigració que va ser construït pel govern britànic per importar treballadors de l'Índia, l'Àfrica oriental, Madagascar, la Xina i el sud-est asiàtic per treballar a les plantacions de sucre de l'illa. Encara que no és un museu en el sentit tradicional, la Biblioteca Nacional de Maurici alberga una col·lecció rica i completa de material relacionat amb la història de Maurici, que inclou manuscrits, llibres, diaris, publicacions periòdiques, partitures musicals, fotografies, mapes, dibuixos i altres formes d'art gràfic. i materials audiovisuals, a més de prestar els serveis tradicionals d'una biblioteca als veïns de la ciutat i del país.

## Llocs de culte
Els llocs de culte més comuns són els temples hindús. També hi ha esglésies i temples cristians: Diòcesi catòlica romana de Port-Louis (Església Catòlica), Església de la Província de l'Oceà Índic (Comunió Anglicana), Assemblees de Déu i mesquites musulmanes.

## Població
La població de la ciutat es compon bàsicament dels descendents dels treballadors empleats per la Companyia francesa de les Índies Orientals al segle xix. Els esclaus ja havien estat introduïts un segle abans pels britànics i francesos que van tractar de conquerir l'illa.
El 1835 quan l'esclavitud va ser abolida, van arribar centenars de treballadors xinesos i indis, als que es feia servir en treballs agrícoles, com la recol·lecció de canya de sucre per a la fabricació del rom.
Actualment la població es compon en un 50% d'indis, la majoria seguidors de la fe hindú, un gran percentatge d'africans i una minoria de xinesos i indoeuropeus.

## Clima
| Temperatures i precipitacions mitjanes de Port Louis | Temperatures i precipitacions mitjanes de Port Louis | Temperatures i precipitacions mitjanes de Port Louis | Temperatures i precipitacions mitjanes de Port Louis | Temperatures i precipitacions mitjanes de Port Louis | Temperatures i precipitacions mitjanes de Port Louis | Temperatures i precipitacions mitjanes de Port Louis | Temperatures i precipitacions mitjanes de Port Louis | Temperatures i precipitacions mitjanes de Port Louis | Temperatures i precipitacions mitjanes de Port Louis | Temperatures i precipitacions mitjanes de Port Louis | Temperatures i precipitacions mitjanes de Port Louis | Temperatures i precipitacions mitjanes de Port Louis | Temperatures i precipitacions mitjanes de Port Louis |
| Mes                                                  | Gen                                                  | Feb                                                  | Mar                                                  | Abr                                                  | Mai                                                  | Jun                                                  | Jul                                                  | Ago                                                  | Set                                                  | Oct                                                  | Nov                                                  | Des                                                  | Any                                                  |
| ---------------------------------------------------- | ---------------------------------------------------- | ---------------------------------------------------- | ---------------------------------------------------- | ---------------------------------------------------- | ---------------------------------------------------- | ---------------------------------------------------- | ---------------------------------------------------- | ---------------------------------------------------- | ---------------------------------------------------- | ---------------------------------------------------- | ---------------------------------------------------- | ---------------------------------------------------- | ---------------------------------------------------- |
| Record altes °C (°F)                                 | 35 (95)                                              | 33 (91)                                              | 32 (90)                                              | 31 (88)                                              | 29 (84)                                              | 28 (82)                                              | 27 (81)                                              | 27 (81)                                              | 28 (82)                                              | 31 (88)                                              | 33 (91)                                              | 35 (95)                                              | 35 (95)                                              |
| Mitjana més altes °C (°F)                            | 30 (86)                                              | 29 (84)                                              | 29 (84)                                              | 28 (82)                                              | 26 (79)                                              | 24 (75)                                              | 24 (75)                                              | 24 (75)                                              | 25 (77)                                              | 27 (81)                                              | 28 (82)                                              | 29 (84)                                              | 27 (81)                                              |
| Mitjana més baixes °C (°F)                           | 23 (73)                                              | 23 (73)                                              | 22 (72)                                              | 21 (70)                                              | 19 (66)                                              | 17 (63)                                              | 17 (63)                                              | 17 (63)                                              | 17 (63)                                              | 18 (64)                                              | 19 (66)                                              | 22 (72)                                              | 18 (64)                                              |
| Record baixes °C (°F)                                | 17 (63)                                              | 18 (64)                                              | 17 (63)                                              | 14 (57)                                              | 13 (55)                                              | 11 (52)                                              | 11 (52)                                              | 10 (50)                                              | 11 (52)                                              | 13 (55)                                              | 14 (57)                                              | 17 (63)                                              | 10 (50)                                              |
| Precipitació mm (inches)                             | 216 (8.5)                                            | 198 (7.8)                                            | 221 (8.7)                                            | 127 (5)                                              | 97 (3.82)                                            | 66 (2.6)                                             | 58 (2.28)                                            | 64 (2.52)                                            | 36 (1.42)                                            | 41 (1.61)                                            | 46 (1.81)                                            | 117 (4.61)                                           | 1.287 (50,67)                                        |
| Font: BBC Weather {{{accessdate}}}                   |                                                      |                                                      |                                                      |                                                      |                                                      |                                                      |                                                      |                                                      |                                                      |                                                      |                                                      |                                                      |                                                      |

## Arquitectura

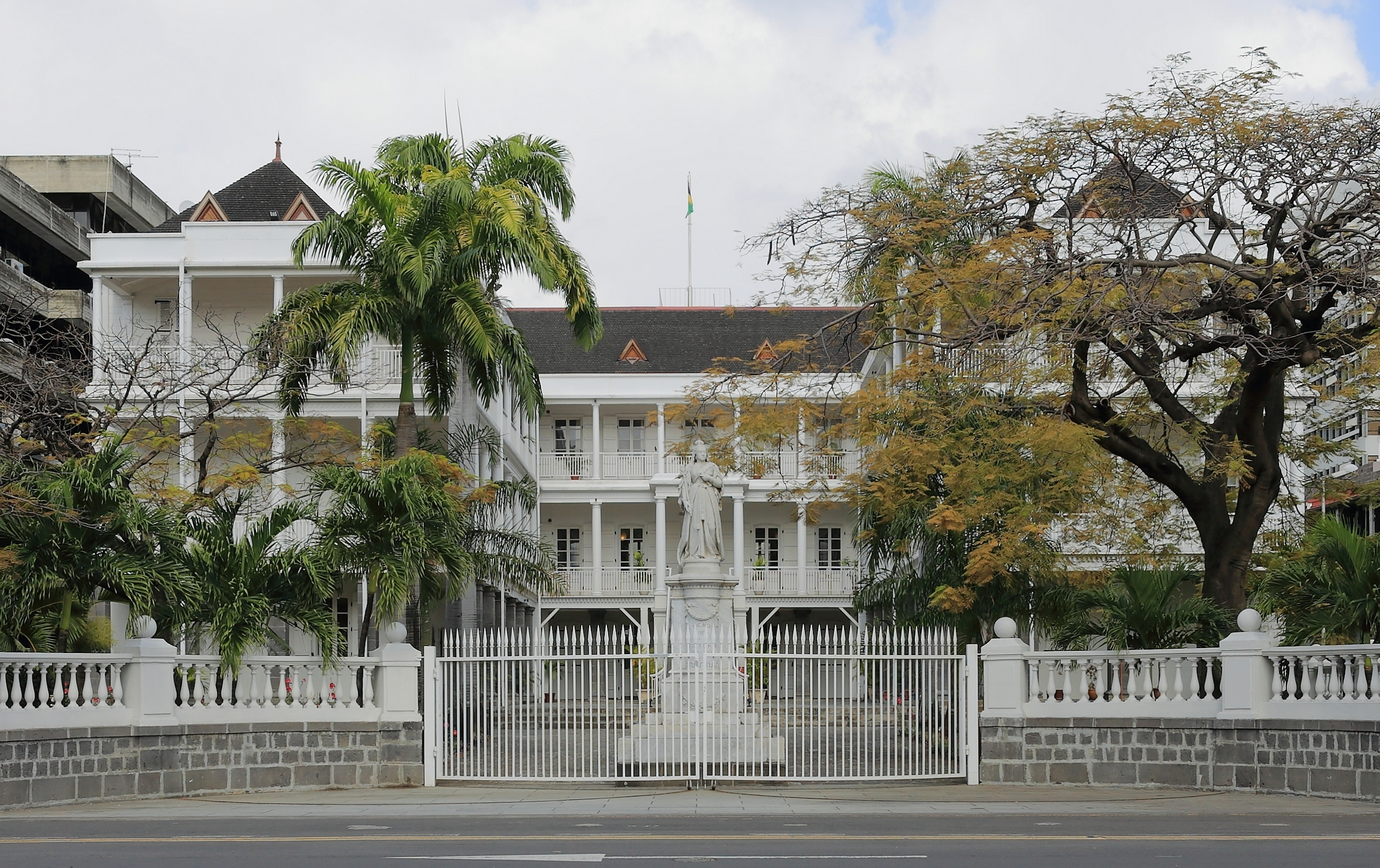
Casa de Govern, construïda l'any 1738.

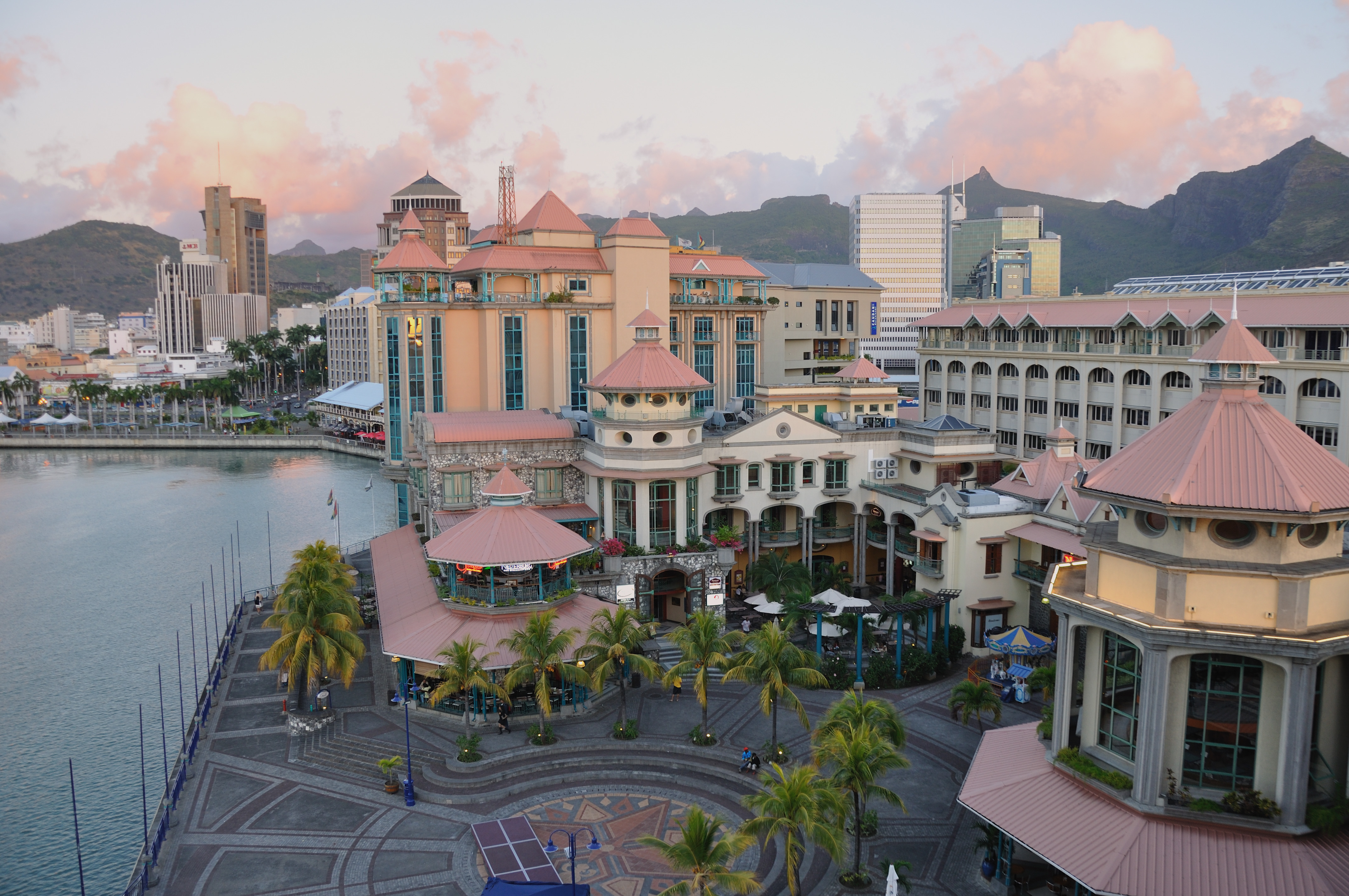
El Caudan Waterfront, un desenvolupament comercial a Port Louis.

La ciutat té nombrosos edificis i monuments que reflecteixen la seva rica i diversa història colonial. A prop del centre de la ciutat, hi ha uns quants edificis colonials francesos que daten del segle xviii, inclosa la Casa del Govern. Altres elements tradicionals destacats són la mesquita de Jummah, la majestuosa catedral anglesa de Saint James, el temple indi tàmil, l'elegant teatre colonial de cinc nivells de Port Louis (Théâtre de Port-Louis), l'hipòdrom de Champ de Mars i el propera pagoda xinesa. També hi ha algunes cases típiques d'èpoques passades, que són majoritàriament estructures de fusta amb finestres amb persianes i grans porxos. No obstant, molts edificis històrics es troben en mal estat de conservació i s'estan substituint ràpidament per cases i estructures comercials construïdes amb materials més duradors però menys sostenibles com el formigó, i la ciutat ara inclou molts edificis de vidre i formigó.

### Barri xinès
La pagoda és una característica central del barri xinès de Port Louis, que és un dels uns quants barris xinesos d'Àfrica. La seva entrada està marcada per una gran porta d'amistat, just a l'est del Mercat Central. El lloc era la ubicació tradicional de cases i botigues de la comunitat xinesa, que estava dominada pels descendents dels xinesos hakka, que van arribar per primera vegada a Maurici el 1826.
Raouf Oderuth, l'artista ofereix una visió del barri xinès dels anys 60 amb algunes característiques arquitectòniques originals i un estil de vida local del passat.

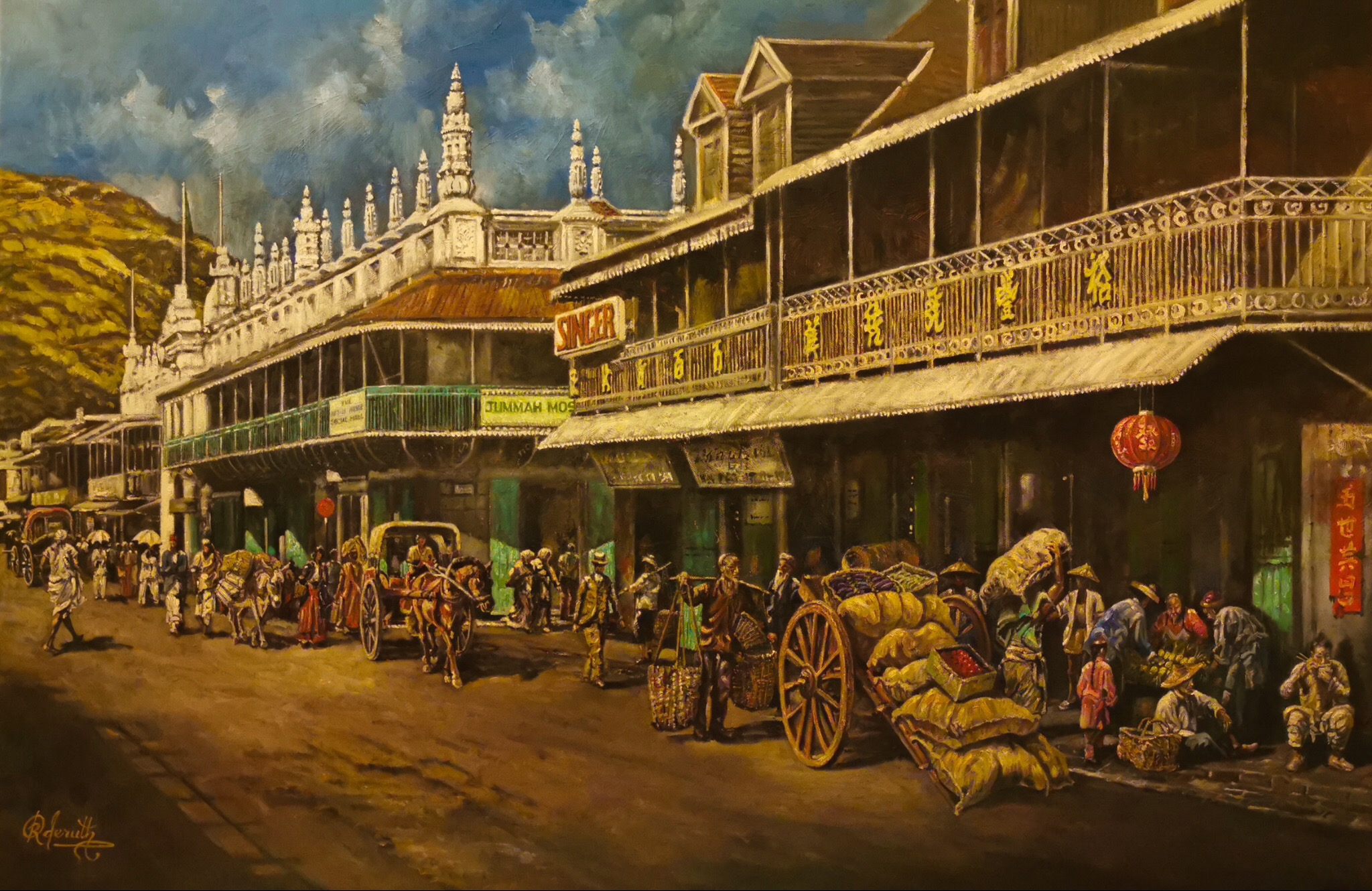
Un barri xinès típic de Port Louis als anys 60.

El barri xinès és ara la llar d'una comunitat més diversa, però conserva el seu aspecte original i conté moltes botigues i restaurants petits. Els seus edificis antics i les pagodes xineses s'enfronten als edificis moderns del centre de negocis de la ciutat. La Cambra de Comerç de la Xina (fundada el 1908 i només per darrere de Singapur com la més antiga del món) acull un festival cultural i gastronòmic popular cada abril o maig. La Cambra també gestiona una funerària per a la comunitat xinesa anomenada 'Kit Lok', per oferir instal·lacions de vigilància per a les famílies en dol.

## Govern
El govern local de Port Louis està supervisat per un consell municipal. L'Ajuntament de Port Louis es va establir per primera vegada el 1830 i actualment és un dels cinc consells municipals responsables de les àrees urbanes de Maurici, tal com s'organitza en virtut de la Llei de govern local de 2011. Vint-i-quatre consellers són escollits democràticament per administrar el consell. Aleshores, els regidors elegeixen un alcalde i un tinent d'alcalde. Les funcions de l'ajuntament s'executen a través dels departaments d'Administració, Hisenda, Ordenació del Territori, Infraestructures Públiques, Salut Pública, Benestar, Parcs i Jardins, i la Biblioteca Municipal. Els serveis prestats pel govern local inclouen escoles infantils, infantils i professionals, protecció de la salut, regulació de l'habitatge, serveis vials, recollida d'escombraries, cementiris, uns quants serveis de protecció del medi ambient i del consumidor i activitats de promoció econòmica. Altres serveis són proporcionats a la ciutat pel govern central. Aquests són els serveis policials a través de la Policia de Maurici, que manté dues divisions responsables de la zona de Port Louis (Divisions metropolitanes Nord i Sud). També hi ha una policia portuària específica, formada per la policia portuària i la policia de terminal de sucre a granel. Les seves funcions són proporcionar seguretat a la càrrega i les instal·lacions de la zona portuària i fer complir les lleis relacionades amb les regulacions portuàries, les duanes, la quarantena, la immigració i el tràfic de drogues.

Port Louis es divideix en diferents suburbis que són però no limitats a:
* Bell-Village
* Borstal
* Camp Yoloff
* Cassis
* Champ-de-Mars
* Cité La Cure
* Cité Vallijee
* Grande-Rivière-Nord-Ouest
* La Tour Koënig
* Pailles
* Plaine Lauzun
* Plaine-Verte
* Pointe-aux-Sables
* Roche-Bois
* Sainte-Croix
* Tranquebar
* Vallée-des-Prêtres
* Vallée-Pitot

## Llocs d'Interès
- L'Aapravasi Ghat, conjunt d'edificacions declarades com a Patrimoni de la Humanitat per la UNESCO l'any 2006.
- El cauda Waterfront, centre comercial més gran de l'illa.
- La mesquita Al-Aqsa a Plaine Verte, inaugurada el 5 d'octubre del 1805 sota la dominació francesa.
- Museu de Port Louis
- Port Louis

## Ciutats agermandes
Port Louis manté una relació d'agermanament amb les següents ciutats:
- Alexandria, Egipte
- Antsiranana, Madagascar
- Dakar, Senegal
- Doha, Qatar
- Foshan, República Popular de la Xina
- Karachi, Pakistan
- Lamentin, Guadalupe, França
- Maputo, Moçambic
- Port Mathurin, Mauritània
- La Possession, Reunió, França
- Pretòria, Sud-àfrica
- Saint-Malo, França

## Bibliografiа
- A. Sinnot «Description of Port Louis, in the Isle of France». Gentleman's Magazine [Londres], 10-1820.
- James Backhouse. Hamilton, Adams, and Co.. A Narrative of a Visit to the Mauritius and South Africa, 1844. (Includes description of Port Louis)
- Roman A. Cybriwsky. «Port Louis». A: ABC-CLIO. Capital Cities around the World: An Encyclopedia of Geography, History, and Culture, 2013. ISBN 978-1-61069-248-9.
- Eugène Gallois. «Port-Louis». A: La France dans l'Océan Indien (en francès), 1908.
- «L'hôtel du gouvernement: sur les traces des élus» (en francès). Lexpress.mu, 24-04-2017.
- «History of MPF».   Government of Mauritius. [Consulta: 18 desembre 2020].
- «From Terra Australis to Australia».   State Library of New South Wales. [Consulta: 17 desembre 2020].
- «History of Mauritius: 1810».   Mauritius Holidays. [Consulta: 16 desembre 2020].
- «Ratsitatane».   L'Express. [Consulta: 19 abril 2020].
- «Municipality of Port Louis: List of mayors and deputy-mayors from 1850». A: Mauritius Almanac and Colonial Register, 1874.
- «Historical background».   Mauritius Museums Council. Arxivat de l'original el 2021-01-27. [Consulta: 16 desembre 2020].
- «Statistics Mauritius – ICT Statistics Year 2016».   statsmauritius.govmu.org. [Consulta: 1r novembre 2017].
- «Google Code-in: Two Mauritian students among the finalists» (en francès).   Le Defi Media Group. [Consulta: 13 novembre 2018].
- «Informatique: un jeune Mauricien remporte un concours organisé par Google» (en francès).   Le Defi Media Group. [Consulta: 13 novembre 2018].
- «Unemployment, total (% of total labor force) (national estimate) - Mauritius».   World Bank. [Consulta: 1r juliol 2020].
- «Labor force, total - Mauritius».  World Bank. [Consulta: 1r juliol 2020].
- «Employment to population ratio, 15+, total (%) (national estimate) - Mauritius».   World Bank. [Consulta: 1r juliol 2020].
- «Global Economic Prospects, juny 2020» p. 105.  World Bank. [Consulta: 1r juliol 2020].
- «GINI index (World Bank estimate) - Mauritius».   World Bank. [Consulta: 1r juliol 2020].
- «Human Development Index (HDI)».  HDRO (Human Development Report Office) United Nations Development Programme. [Consulta: 2 febrer 2021].
- «World Economic Outlook Database, abril 2019».  International Monetary Fund. [Consulta: 29 setembre 2019].
- «World Bank Country and Lending Groups».  World Bank. [Consulta: 1r juliol 2020].